# ヨッ!お疲れさん
ヨッ!お疲れさん（ヨッ!おつかれさん）は、ニッポン放送をキーステーションにNRN系列局で、1994年10月 - 2002年3月にプロ野球のナイターオフシーズンの10月 - 翌年3月の半年間放送していたラジオ番組、またはBSデジタルラジオ番組・インターネットラジオ番組。

## 番組の変遷

### 1994年期
- 上柳昌彦の花の係長 ヨッ!お疲れさん（上柳昌彦／月 - 金曜19:00 - 21:00）

19:10からの20分間はNRN36局（金曜は35局）ネットで放送（『どうも気になる』が該当コーナー）。

### 1995年期
- 上柳昌彦の花の係長 ヨッ!お疲れさん（上柳昌彦／月 - 金曜19:00 - 21:00）

前年度同様、19:10からの20分間はNRN36局（金曜は35局）ネットで放送（『気になりだしたら止まらない』が該当コーナー）。

### 1996年期
- うえちゃんのホッとラジオ ヨッ!お疲れさん（上柳昌彦・よしきくりん／月 - 木曜18:00 - 21:00）

企画段階での仮タイトルは『上柳昌彦の今日も一日お疲れさん!』だった。また、1996年12月までは「うえちゃん」の部分が漢字表記（上ちゃん）だった。
- タモリの週刊ダイナマイク（タモリ・堂尾弘子・上柳昌彦／金曜18:00 - 20:00）

『花の係長～』時代同様、19:10からの20分間はNRN36局（『週刊ダイナマイク』は35局）ネットで放送。『ホッとラジオ～』では「全国津々浦々おつかれさん!“全日本KUDARANKING”」、『週刊ダイナマイク』では「日本全国タモリです!“大人の疑問”」が該当コーナー。
- 玉置宏のようこそ!スター予約席（玉置宏／金曜20:00 - 21:00）

### 1997年期
- うえちゃんのおっかけラジオ ヨッ!お疲れさん（上柳昌彦／ニッポン放送のみ／月 - 木曜17:40 - 19:00）
- タモリの週刊ダイナマイク（タモリ・堂尾弘子・上柳昌彦／ニッポン放送のみ／金曜17:40 - 19:00）
- 山本元気のヨッ!お疲れさん〜メオトバンザイ！〜（山本剛士・仲佐かおり／地方局向け裏送り／月 - 金曜19:00 - 21:00。ただし、□の局は19:10飛び乗り）

ニッポン放送、STVラジオ、青森放送、KBCラジオ、静岡放送(火 - 金)は「オールナイトニッポンDX」を放送。
19:10から19:30までは、『イチ押し歌謡最前線』というゾーンタイトルが付けられていた。
フルネットは、山形放送（金曜のみ、20:00飛び降り）・山梨放送（月曜のみ、19:10-19:30に放送）・北日本放送（月曜のみ、20:00飛び降り）・北陸放送（金曜のみ、20:00飛び降り）・福井放送（月曜のみ、19:30飛び降り）・山口放送・高知放送の7局（月曜は4局、金曜は5局）。
東北放送・茨城放送・東海ラジオ□・KBS京都□・MBSラジオ（金曜のみ、自社制作番組の関係でネット無し）□・中国放送□・四国放送・西日本放送□・長崎放送□・熊本放送□・南日本放送・ラジオ沖縄□は19:30で飛び降り。19:30からは、（『2001年音楽の旅』をテープネットしていた）東北放送を除き自社制作番組を放送。
秋田放送・IBC岩手放送・ラジオ福島・栃木放送・新潟放送・信越放送・山陽放送・山陰放送□・大分放送（月曜のみ、19:30飛び降り）・宮崎放送は20:00飛び降り。20:00からは、一部の局を除き『ザ・ヒットパレード』を放送。
静岡放送は火曜 - 金曜に「オールナイトニッポンDX」の放送があったため、自社制作番組がある月曜19:00 - 19:30に放送した。
和歌山放送□は19:10-21:00に放送していた。
南海放送は19:30に一旦中断し（前述の『2001年音楽の旅』放送のため）、20:00に再び飛び乗っていた。

### 1998年期
- 松本ひでおのヨッ!お疲れさん（松本秀夫／月 - 木曜18:00 - 19:30）
- もろおか正雄のヨッ!お疲れさん（師岡正雄／金曜18:00 - 19:30）

### 1999年期
- 松本ひでおと石川みゆきのヨッ!お疲れさん（松本秀夫・石川みゆき／月 - 木曜18:00 - 19:30、金曜17:40 - 18:30）
- タモリの週刊ダイナマイク（タモリ・堂尾弘子・荘口彰久／金曜18:30 - 19:30）

一部の地域を除き19:10からネット。『ヨッ!お疲れさん』では「日本全国、私の重大ニュース」、『週刊ダイナマイク』では「頑張れニッポン!タモリです。」が該当コーナー。

### 2000年期
- 松本ひでおと石川みゆきのヨッ!お疲れさん（松本秀夫・石川みゆき／月 - 金曜17:40 - 19:00、このシーズンはニッポン放送のみ）
  - ネット局は「ヤギでも分かるマーケットナビ」が5分ミニ番組としてネットされた。

### 2001年期
- ニッポン全国ヨッ!お疲れさん（月曜日：くり万太郎 火曜日：垣花正　水曜日：上柳昌彦　木曜日：田代優美　金曜日：荘口彰久〔5月いっぱい〕→吉田尚記〔6月から〕　4月 - 9月 17:00 - 20:00　LFX488・LFX BBのみで放送。これがきっかけとなり、半年後ブロードバンド!ニッポンがスタートする）
- 松本ひでおと石川みゆきのヨッ!お疲れさん（松本秀夫・石川みゆき／月 - 木曜17:30 - 21:00、19:00以降は全国ネットで放送していた）
- タモリのヨッ!お疲れさんフライデースペシャル（タモリ・堂尾弘子・福永一茂／金曜17:30 - 19:00）
- 松山千春 新たなる旅立ち 21世紀の君に勇気ありがとう（松山千春／金曜19:00 - 21:00）

### 2006年期
- ブロードバンド!ニッポンBSデジタルLFX488最終回スペシャル ニッポン全国 ヨッ!お疲れさん 春・卒業そして旅立ち（上柳昌彦・飯田浩司／ 3月31日 18:00 - 21:00　LFX488・LFX BBのみで放送）

## 備考
- 2002年度以後はショウアップナイターニュース→ショウアップナイターストライク!（2005年度から冠番組「松本ひでお ショウアップナイターストライク」）→松本ひでおのショウアップナイターネクスト→松本ひでおのショウアップナイターGO!GO!→ショウアップナイターバッテリーとなり、引き続き松本が番組を担当していた。しかし、2010年度はショウアップナイターを名乗るナイターオフの番組は、土曜日の18時台の週1回の番組となることになった。
- 番組の中でいろいろな曲が流れているが、地方ではキー曲がCM中のときに、フィラーで太陽にほえろ!などの曲が使われた年度がある。また、シャカタクの曲がエンディングで使われたりもした。
- 上柳と松本は、2014年度と2015年度のナイターオフ番組『今夜もオトパラ!』でペアを組んでいる。

| ニッポン放送 シーズンオフ期                                | ニッポン放送 シーズンオフ期 | ニッポン放送 シーズンオフ期  |
| 前番組                                                     | 番組名                      | 次番組                       |
| ---------------------------------------------------------- | --------------------------- | ---------------------------- |
| 羽川英樹のトップスターベスト100 （1993年10月 - 1994年3月） | ヨッ!お疲れさん             | ショウアップナイターニュース |
| LFX488（BSデジタルラジオ放送） 月 - 金曜 18:00 - 20:00     |                             |                              |
| （開局前のため、なし）                                     | ニッポン全国ヨッ!お疲れさん | ブロードバンド!ニッポン      |